# Lasotki (Mazovië)
Lasotki is een plaats in het Poolse district  Płocki, woiwodschap Mazovië. De plaats maakt deel uit van de gemeente Brudzeń Duży en telt 128 inwoners.